# Souk El Arbaa
Souk El Arbaa (alternativt Souk Larb'a al Gharb) är en stad i Marocko och är belägen i provinsen Kénitra som är en del av regionen Rabat-Salé-Kénitra. Folkmängden uppgick till 69 265 invånare vid folkräkningen 2014.